# Stephen Nash
Stephen Nash (ur. 5 lipca 1985 w Calgary) – kanadyjski siatkarz, grający na pozycji atakującego.

## Sukcesy klubowe
Liga bałtycka:
- 2012

Liga estońska:
- 2012

Liga szwedzka:
- 2014

MEVZA - Liga środkowoeuropejska:
- 2015

Liga austriacka:
- 2015